# 天野興定
天野 興定（あまの おきさだ）は、戦国時代の武将。大内氏、尼子氏の家臣。

## 出自
安芸天野氏は、藤原南家工藤氏の一族で安芸国に下向し国人化したもので、興定の系統は天野顕義から始まる生城山天野氏にあたる。同じく安芸の国人である天野隆重・天野隆良・天野元明の一族の系統は金明山天野氏である。

## 略歴
文明7年（1475年）、天野興次の子として誕生。父同様、近隣で勢力を誇っていた大内義興の偏諱を受けて興定と名乗る。
天野氏は安芸に土着する国人領主で、毛利氏や宍戸氏などとは元々同格の立場である。代々周防国の大内氏の影響下にあったが、出雲国の尼子経久の勢力が安芸に浸透してくるようになると、離反し尼子氏へ属したが、勢力を盛り返した大内義興の攻撃を受け、滅亡寸前にまで追い込まれる。しかし、毛利元就の取り成しもあって大永5年（1525年）に降伏が許され、以後は親大内・親毛利の立場を貫いた。
天文9年（1540年）、吉田郡山城の戦いでは、毛利氏救援の援軍を率いて出陣。大軍を率いて安芸に乗り込んだ尼子晴久の撃退に成功する。翌、天文10年（1541年）には、毛利氏と共に尼子方の佐東銀山城の武田信実を攻略するも、同年に病死した。家督は子・隆綱が継いだ。

## 系譜
- 父：天野興次（1447-1525）
- 正室：天野元貞の娘（?-1533） - 興定の叔父・天野元貞の娘。天文2年7月14日（1533年8月4日）に死去。法名は玉相院真光妙如。
  - 長男：天野隆綱（?-1556）
  - 次男：天野元定（?-1569）